# Judy Parfitt
Judy Catherine Claire Parfitt (Sheffield, 7 november 1935) is een Britse actrice.

## Biografie
Parfitt doorliep de middelbare school aan de Notre Dame High School for Girls in haar geboorteplaats Sheffield. Het acteren leerde zij aan de Royal Academy of Dramatic Art in Londen. Parfitt begon in 1954 met acteren in lokale theaters, in 1962 begon zij met acteren voor de televisie in de Britse televisieserie BBC Sunday-Night Play. Hierna heeft zij nog in meer dan 140 televisieseries en films gespeeld in zowel Engeland als Amerika.
Parfitt trouwde in 1966 met de Britse acteur Tony Steedman met wie zij een zoon heeft, op 4 februari 2001 overleed haar man.

## Filmografie

### Films
Selectie:
- 2003 Girl with a Pearl Earring – als Maria Thins
- 1998 Ever After – als Queen Marie
- 1997 The Ruby Ring – als Mrs. Puxley
- 1995 Dolores Claiborne – als Vera Donovan
- 1991 King Ralph – als Queen Katherine
- 1989 Diamond Skulls – als Lady Crewne
- 1987 Maurice – als Mrs. Durham
- 1971 Journey to Murder – als Faith Wheeler

### Televisieseries
Selectie:
- 2012-2023 Call the Midwife – als zuster Monica Joan – 102+ afl.
- 2013-2015 Up the Women – als Myrtle – 9 afl.
- 2014 The Game - als Hester Waterhouse - 5 afl.
- 2008 Little Dorrit – als Mrs. Clennam – 12 afl.
- 2005 Funland – als Mercy Woolf – 11 afl.
- 2000-2002 ER – als Isabelle Corday – 7 afl.
- 1990 The Gravy Train – als Hilda Spearpoint – 4 afl.
- 1987-1988 The Charmings – als Queen Lillian White – 21 afl.
- 1984 The Jewel in the Crown – als Mildred Layton – 9 afl.
- 1975-1984 Crown Court – als Gillian Forrest – 15 afl.
- 1980 A Tale of Two Cities – als Madame Defarge – 7 afl.
- 1980 Pride and Prejudice – als Lady Catherine de Bourgh – 2 afl.
- 1979 Malice Aforethought - als mrs. Julia Bickleigh - 2 afl.
- 1970 Diamond Crack Diamond – als Joyce Diamond – 6 afl.

## Prijzen

### BAFTA Awards
- 2004 in de categorie Beste Optreden door een Actrice in een Bijrol met de film Girl with a Pearl Earring - genomineerd.
- 1985 in de categorie Beste Actrice met de film The Jewel in the Crown - genomineerd.

### Satellite Awards
- 2014 in de categorie Beste Actrice in een Bijrol in een Televisieserie met de televisieserie Call the Midwife - genomineerd.
- 2009 in de categorie Beste Actrice in een Bijrol in een Televisieserie met de televisieserie Little Dorrit - genomineerd.

- Gemeinsame Normdatei: 1022807994
- International Standard Name Identifier: 0000 0003 6676 5199
- Library of Congress Control Number: n88225272
- Nationale Bibliotheek van Tsjechië: xx0223047
- Système universitaire de documentation: 15639703X
- Virtual International Authority File: 161149106196268491612